# باز آلی
باز آلی یک ترکیب آلی است که ویژگی‌ها و رفتار یک باز را دارد. بازهای آلی معمولاً، اما نه همیشه، «پروتون‌پذیرند». آن‌ها معمولاً حاوی اتم نیتروژن هستند، که به‌راحتی می‌تواند پروتونه شود. آمین‌ها و ترکیبات ناجورحلقه حاوی نیتروژن، باز آلی هستند. بعضی از مثال‌های آن پیریدین، متیل آمین، ایمیدازول، بنزیمیدازول و هیستیدین هستند.

## در دی‌اِن‌اِی
در دی‌اِن‌اِی، نوکلئوتید هر رشته از طریق بازهای آلی در هر دو رشته به یکدیگر متصل می‌شوند. این اتصال بین دو باز آلی نوکلئوتیدهای دو طرف رشته است. به این بازهای متصل به هم باز مکمل گفته می‌شود. بازهای آلی به چهار شکل «سیتوزین»، «گوانین»، «تیمین (فقط در دی‌اِن‌اِی) » و «آدنین» و اوراسیل (فقط در آران‌ای) وجود دارند که از این میان، باز آدنین مکمل تیمین، و باز گوانین مکمل سیتوزین است. این توالی دورشته‌ای غیر قطبی و نامحلول در آب است. پیوند بازهای مکمل با یکدیگر از طریق پیوند بین هیدروژن یک باز با مولکول نیتروژن یا اکسیژن باز مکمل حاصل می‌شود. این پیوند از نوع قوی کووالانسی نیست و در نتیجه به راحتی شکسته می‌شود و قابل جایگزینی است. به همین علت زنجیرهٔ دورشته‌ای دی‌اِن‌اِی را به زیپ لباس تشبیه کرده‌اند که به راحتی در اثر فشار یا گرمای بالا از یکدیگر جدا می‌شوند.
پیوند مولکول هیدروژن بین دو باز مکمل آدنین-تیمین با گوانین-سیتوزین متفاوت است. در گوانین-سیتوزین سه مولکول هیدروژن پیوندی وجود دارد درحالی‌که در آدنین-تیمین دو مولکول هیدروژن پیوندی وجود دارد در نتیجه میزان تعداد بازهای مکمل گوانین-سیتوزین تعیین‌کنندهٔ استحکام دی‌ان‌ای می‌شود به‌طوری‌که هرچه مقدار آن بیشتر باشد دی‌ان‌ای مستحکم‌تر است.